# الرعاية الصحية في الولايات المتحدة

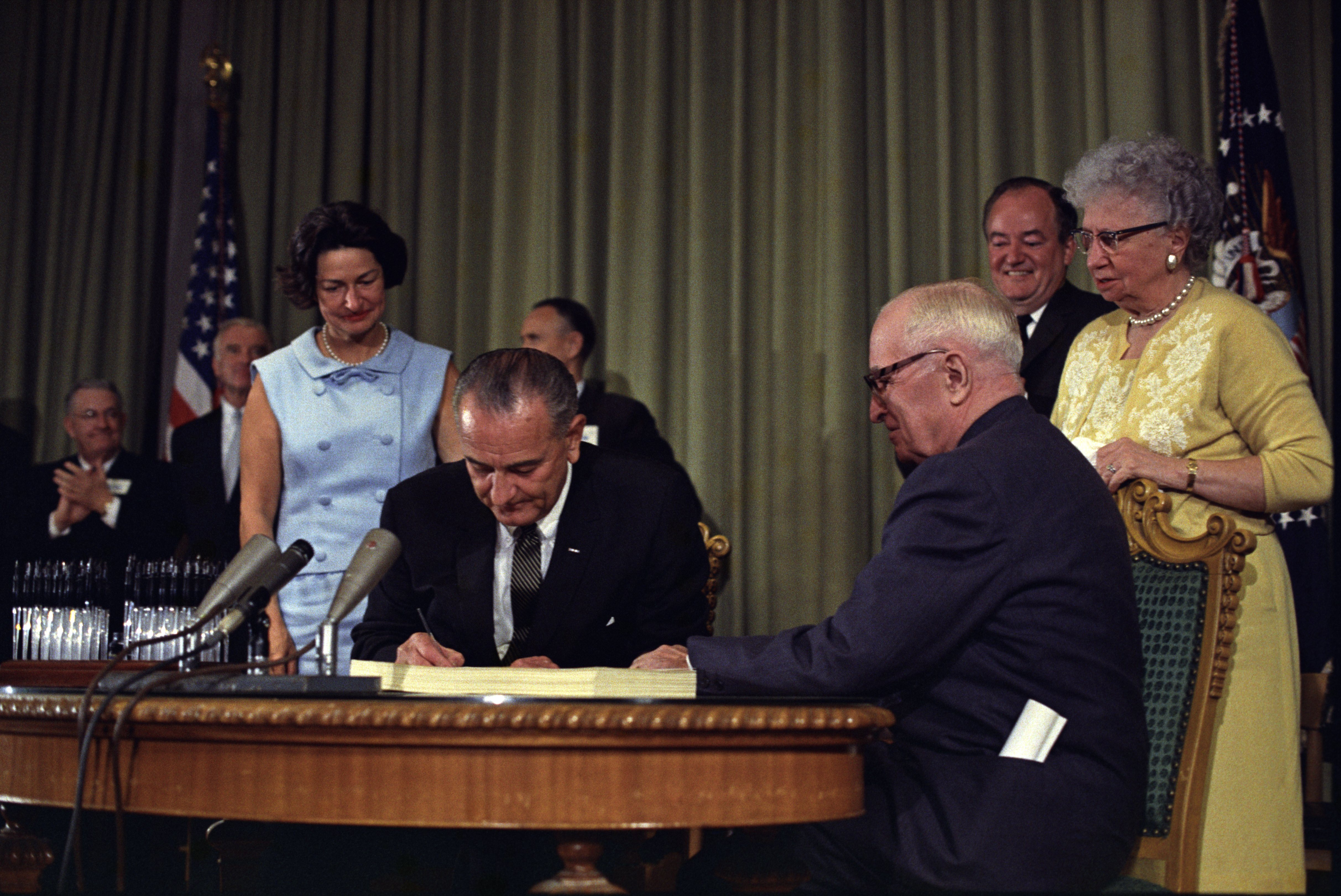

الرعاية الصحية في الولايات المتحدة توفرها العديدُ من المنظمات المتميزة. تمتلك شركات القطاع الخاص مرافق الرعاية الصحية في البلاد وتديرها على نحو كبير. 58% من المستشفيات المجتمعية في الولايات المتحدة غير ربحية، وتعود ملكية 21% إلى الحكومة، وتُعد 21% من المستشفيات ربحية. وفقًا لمنظمة الصحة العالمية، تنفق الولايات المتحدة 9,403 دولارات أمريكية على الرعاية الصحية للفرد، وقد أنفقت ما يعادل 17.1% من ناتجها المحلي الإجمالي في عام 2014 على الرعاية الصحية. تُوفَّر الرعاية الصحية من خلال مزيج بين برامج التأمين الصحي الخاص والتغطية الصحية العامة (مثل ميديكير وميديكايد). لا تمتلك الولايات المتحدة برنامج رعاية صحية شاملة (على عكس بعض البلدان الأخرى).
دفعت الحكومة 64% من الإنفاق الصحي في عام 2013 على تمويل برامج مثل ميديكير، وميديكايد، وبرنامج التأمين الصحي للأطفال، وإدارة صحة المحاربين القدامى. يحصل الأشخاص الذين تقل أعمارهم عن 65 عامًا على التأمين الصحي عن طريق صاحب العمل أو صاحب عمل أحد أفراد العائلة، أو عن طريق شراء التأمين الصحي بمفردهم، أو يبقون دون تأمين. توفر الحكومة التأمين الصحي لموظفي القطاع العام بصفتها صاحب العمل. أصبحت الرعاية المدارة، حيث يستخدم الدافعون تقنيات مختلفة تهدف إلى تحسين الجودة والحد من التكاليف، واسعة الانتشار.
العمر المتوقع للمواطن في الولايات المتحدة هو 78.6 سنة (عند الولادة)، مرتفعًا عن 75.2 سنة في عام 1990؛ يحتل هذا المرتبة 42 من بين 224 دولة، والمرتبة 22 من أصل 35 دولة صناعية في منظمة التعاون والتنمية الاقتصادية، بانخفاض عن المركز 20 في عام 1990. انخفض متوسط العمر المتوقع في الولايات المتحدة في عامي 2016 و2017 للمرة الأولى منذ عام 1993. من بين 17 دولة مرتفعة الدخل درستها المعاهد الوطنية للصحة، كان لدى الولايات المتحدة في عام 2013 أعلى -أو شبه أعلى- انتشار لمعدلات السمنة، وحوادث السيارات، ووفيات الرضع، وأمراض القلب والرئة، والأمراض المنقولة جنسيًا، وحمل المراهقات، والحوادث المختلفة، والقتل. وجد مسح أُجري في عام 2017 من أجل دراسة أنظمة الرعاية الصحية في 11 دولة متقدمة امتلاكَ نظام الرعاية الصحية في الولايات المتحدة أغلى وأسوأ أداء من ناحية الوصول الصحي والكفاءة والإنصاف. في دراسة أخرى أُجريت عام 2018، احتلت الولايات المتحدة المرتبة 29 في الحصول على الرعاية الصحية وجودتها.
تُعد التكلفة الباهظة السبب الرئيسي لمواجهة الأمريكيين مشاكل في الحصول على الرعاية الصحية. بناءً على استطلاعات أجرتها منظمة غالوب، بلغ معدل البالغين غير المؤمن عليهم صحيًا ذروته عند 18.0% في عام 2013 قبل فرض قانون الرعاية بأسعار معقولة (إيه سي إيه)، وانخفض إلى 10.9% في الربع الثالث من عام 2016، قبل أن يبلغ 13.7% في الربع الرابع من عام 2018. ابتداء من عام 2008، بلغ عدد الأشخاص الذين لا يتمتعون بتغطية تأمين صحي في الولايات المتحدة أكثر من 27 مليونًا، وهي إحدى القضايا الرئيسية التي أثارها دعاة إصلاح الرعاية الصحية. يرتبط نقص التأمين الصحي بزيادة معدل الوفيات، إذ يمكن الوقاية من نحو ستين ألف حالة وفاة سنويًا اعتمادًا على الدراسة. أظهرت دراسة أُجريت في كلية الطب بجامعة هارفرد مع اتحاد الرعاية الصحية في كامبريدج حصول ما يقرب من 45,000 حالة وفاة سنوية مرتبطة بنقص التأمين الصحي للمرضى. وجدت الدراسة أيضًا امتلاك الأمريكيين العاملين غير المؤمن عليهم خطر وفاة أعلى بنسبة 40% تقريبًا مقارنة بالأمريكيين العاملين المؤمنين من القطاع الخاص.
أصبح قانون حماية المرضى والرعاية بأسعار معقولة (بّي بّي إيه سي إيه) قانونًا رسميًا في عام 2010، وأدخل تغييرات كبيرة في التأمين الصحي. أيدت المحكمة العليا الدستورية معظم بنود القانون في يونيو عام 2012 وأكدت إعانات صرف التأمين في جميع الولايات في يونيو عام 2015.

## نبذة تاريخية
أنشأ السوق في الولايات المتحدة، على عكس خطط التأمين الصحي الأوروبية المؤممة، نظامًا قائمًا على العمالة الخاصة. بعد قانون الاستقرار الصادر في عام 1942، بدأ أصحاب العمل غير القادرين على توفير رواتب أعلى بتقديم خطط التأمين من أجل جذب الموظفين أو الاحتفاظ بهم، بما في ذلك حزم الرعاية الصحية، كالمزايا الهامشية مثلًا، ومن ثم بدء ممارسة التأمين الصحي برعاية صاحب العمل.

## الإحصائيات

### الاستشفاء
وفقًا لموجز إحصائي أنجزه مشروع تكلفة الرعاية الصحية واستخدامها (إتش سي يو بّي)، كان هناك 35.7 مليون حالة دخول للمستشفيات في عام 2016، وهو انخفاض كبير عن 38.6 مليون في عام 2011. كان هناك متوسط 104.2 إقامة لكل 1000 من السكان، وكان متوسط تكلفة كل إقامة 11,700 دولار، بزيادة عن تكلفة الإقامة البالغة 10,400 دولار في عام 2012. أقام 7.6% من السكان بين عشية وضحاها في عام 2017، واستمرت كل إقامة بمعدل 4.6 أيام.
أفادت دراسة أجرتها المعاهد الوطنية للصحة لإنفاق الفرد على الحياة عند الولادة، باستخدام قيمة العملة في عام 2000، وجود فرق كبير بين تكاليف الرعاية الصحية للإناث (361,192 دولارًا) والذكور (268,679 دولارًا). جزء كبير من فرق التكلفة هذا هو في عمر الرجال الأقصر، ولكن حتى بعد التعديل بالنسبة للعمر (على افتراض عيش الرجال مثل النساء)، بقي هناك فرق بنسبة 20% في نفقات الرعاية الصحية مدى الحياة.

### التأمين الصحي وإمكانية الحصول عليه
على عكس معظم الدول المتقدمة، لا يوفر النظام الصحي في الولايات المتحدة الرعاية الصحية لجميع سكان البلاد. بدلًا من ذلك، يُغطى معظم المواطنين بمزيج من التأمين الخاص ومختلف البرامج الفيدرالية وبرامج الدولة. ابتداءً من عام 2017، أصبح الحصول على التأمين الصحي شائعًا من خلال خطة جماعية مرتبطة بأصحاب العمل لتغطي 150 مليون شخص. تشتمل المصادر الرئيسية الأخرى على ميديكايد (تغطي 70 مليونًا)، وميديكير (تغطي 50 مليونًا)، وأسواق التأمين الصحي التي أنشأها قانون الرعاية بأسعار معقولة (إيه سي إيه) (تغطي نحو 17 مليونًا). في عام 2017، وجدت دراسة امتلاك 73% من خطط أسواق إيه سي إيه شبكات ضيقة، الأمر الذي يحد من الوصول والاختيار بين مقدمي الخدمة.
تشتمل مقاييس إمكانية الوصول والقدرة على تحمل التكاليف التي دُرست من خلال المسوحات الصحية الوطنية: النسبة المئوية للسكان الذين لديهم تأمين ولديهم مصدر معتاد للرعاية الطبية، وزيارة طبيب الأسنان سنويًا، ومعدلات الاستشفاء التي يمكن الوقاية منها، وصعوبة مقابلة اختصاصي، وتأخير الرعاية بسبب التكلفة، ومعدلات تغطية التأمين الصحي. في عام 2004، أشار تقرير لمنظمة التعاون الاقتصادي والتنمية إلى «تحقيق جميع دول منظمة التعاون الاقتصادي والتنمية (باستثناء المكسيك وتركيا والولايات المتحدة) تغطية شاملة أو شبه شاملة (على الأقل 98.4% مؤمن عليها) لسكانها بحلول عام 1990». لاحظ تقرير المنظمة الدولية للهجرة لعام 2004 تسبب نقص التأمين الصحي بما يقرب من 18,000 حالة وفاة غير ضرورية كل عام في الولايات المتحدة.